# Yokosuka MXY-7
El Yokosuka MXY-7 Ohka 桜 花 (flor de cirerer) va ser un avió creat pel Japó exclusivament per a ser usat per pilots suïcides kamikaze ja a finals de la Segona Guerra Mundial. Els combatents nord-americans li van posar el sobrenom de baka, que en japonès significa ximple o estúpid.

## Característiques
Es tractava d'una petita bomba volant tripulada, transportada per un bombarder Mitsubishi G4M "Betty", un Yokosuka P1Y Ginga "Frances" (Tipus 22) o pel nou Nakajima G8N Renzan "Rita" fins a la rodalia del seu objectiu. Després de ser alliberat del bombarder, el pilot havia de planejar per, després de seleccionar un blanc, encendre els motors coet i picar contra l'objectiu.
L'aproximació final era imparable, especialment per als Tipus 11, a causa de l'enorme velocitat assolida, arribant en una ocasió a travessar el vaixell de costat a costat i esclatant fora. Versions posteriors van ser dissenyades per ser llançades des de bases costaneres i cavernes, i fins i tot des de submarins equipats amb catapultes, encara que cap Ohka va ser emprat d'aquesta manera.

## Diferents opinions
Hi ha perspectives diferents sobre el Ohka i els seus pilots al Japó comparades amb altres països. Els pilots, membres de la Jinrai butai (Cos del Déu del Tro), són honrats actualment al Parc Ohka de la ciutat de Kashima, en monuments a la ciutat de Kanoya, i Kamakura (al Kencho-ji) i en el Santuari Yasukuni, a Tòquio. Yoshinori Kobayashi, un dels més famosos mangakas del Japó, mostra els kamikaze com a exemple dels valors que s'han perdut en el Japó modern.

## Tipus

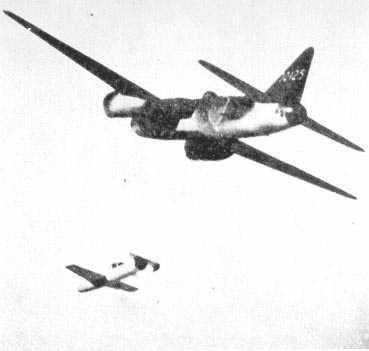
Yokosuka MXY-7 sent llançat des d'un G4M

### Versions operatives
- Kugisho/Yokosuka MXY-7 "Ohka" Tipus 11 Atac suïcida propulsat per coet. 852 aparells construïts

### Versions no operatives
- Kugisho/Yokosuka "Ohka" Tipus 21 Atac suïcida propulsat per coet. Ales d'acer, un exemplar
- Kugisho/Yokosuka "Ohka" Tipus 22 Atac suïcida propulsat per termorreactor. 50 de construïts
- Kugisho/Yokosuka "Ohka" Tipus 33 Atac suïcida propulsat per turboreactor. Versió per a ser llançat des d'un G8N
- Kugisho/Yokosuka "Ohka" Tipus 43A Ko Atac suïcida propulsat per turboreactor. Versió per a ser llançat des de submarins
- Kugisho/Yokosuka "Ohka" Tipus 43B Otsu Atac suïcida propulsat per turboreactor. Versió per a ser llançat des de coves
- Kugisho/Yokosuka "Ohka" Tipus 53 Atac suïcida propulsat per turboreactor. Versió de planatge remolcat

### Entrenadors
- Kugisho/Yokosuka "Ohka" K-1 Entrenador d'atac suïcida

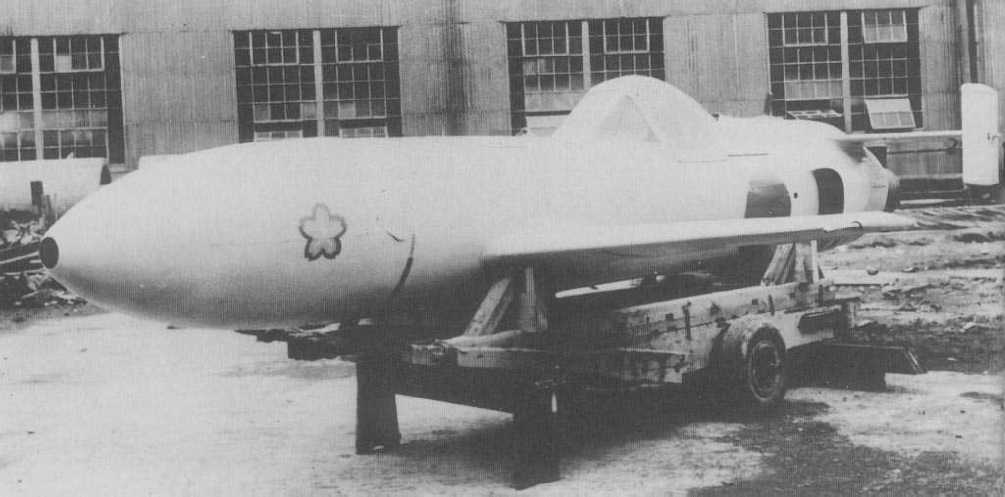
Okha equipat amb termorreactor

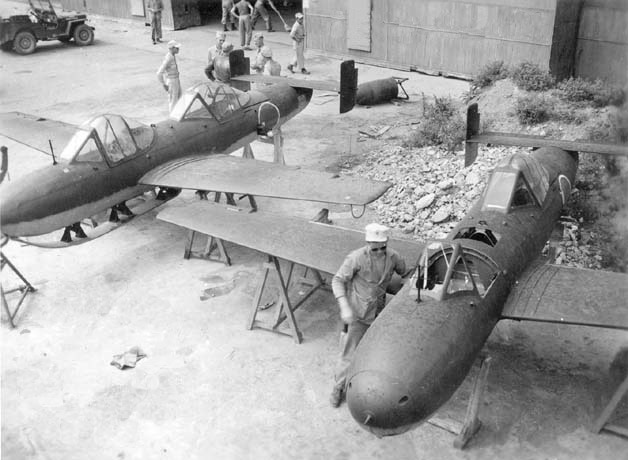
Entrenadors biplaça coet K1 Kai capturats

- Kugisho/Yokosuka "Ohka" K-1 Kai Entrenador d'atac suïcida

## Avions comparables
- Fieseler Fi 103 (bomba volant V-1)
- Messerschmitt Me 321